# Cotoname
El cotoname és una llengua extinta parlada per una ètnia ameríndia a les terres baixes de la vall de riu Grande al nord-oest de Mèxic i el límit sud de Texas (Estats Units). Des del punt de vista filogenètic es considera una llengua no classificada.